# Periklísz Vaszilákisz
Periklísz Vaszilákisz (görögül: Περικλής Βασιλάκης) (Görögország, 1955. október 10. –) görög nemzetközi labdarúgó-játékvezető.

## Pályafutása

### Nemzeti játékvezetés
1987-ben lett az I. Liga játékvezetője. Az aktív nemzeti játékvezetéstől 1997-ben vonult vissza.

### Nemzetközi játékvezetés
A Görög labdarúgó-szövetség Játékvezető Bizottsága (JB) terjesztette fel nemzetközi játékvezetőnek, a Nemzetközi Labdarúgó-szövetség (FIFA) 1991-től tartotta nyilván bírói keretében. Több nemzetek közötti válogatott és klubmérkőzést vezetett. A görög nemzetközi játékvezetők rangsorában, a világbajnokság-Európa-bajnokság sorrendjében többedmagával a 17. helyet foglalja el 1 találkozó szolgálatával. Az aktív nemzetközi játékvezetéstől 1995-ben  búcsúzott. Válogatott mérkőzéseinek száma: 3.

#### Világbajnokság
A világbajnoki döntőhöz vezető úton Amerikai Egyesült Államokba a XV., az 1994-es labdarúgó-világbajnokságra a FIFA JB bíróként alkalmazta.

##### Selejtező mérkőzés
| Időpont            | Helyszín                  | Mérkőzés típusa           | Mérkőzés     | Eredmény | Nézők száma |
| ------------------ | ------------------------- | ------------------------- | ------------ | -------- | ----------- |
| 1993. november 17. | Nemzeti Stadion, Ta’ Qali | előselejtező (1. csoport) | Málta–Skócia | 0 – 2    | 7000        |

## Magyar vonatkozás
| Időpont              | Helyszín               | Mérkőzés típusa              | Mérkőzés              | Eredmény | Nézők száma |
| -------------------- | ---------------------- | ---------------------------- | --------------------- | -------- | ----------- |
| 1991. szeptember 11. | Rába ETO Stadion, Győr | előselejtező (655. mérkőzés) | Magyarország–Írország | 1 – 2    | 4000        |